# Parle-moi d'amour
Pour plus de détails, voir Fiche technique et Distribution.
Parle-moi d'amour (Eu Sei que Vou Te Amar) est un film brésilien réalisé par Arnaldo Jabor, sorti en 1986.

## Fiche technique
- Titre original : Eu Sei Que Vou Te Amar
- Titre français : Parle-moi d'amour
- Réalisation : Arnaldo Jabor
- Scénario : Arnaldo Jabor
- Photographie : Lauro Escorel
- Production : Hélio Ferraz, Angelo Gastal et Arnaldo Jabor
- Pays d'origine : Brésil
- Format : Couleurs
- Genre : drame
- Durée : 110 minutes
- Date de sortie : 1986

## Distribution
- Fernanda Torres
- Thales Pan Chacon

## Distinctions
- Prix d'interprétation féminine du Festival de Cannes pour Fernanda Torres